# Adonisea conchula
Adonisea conchula là một loài bướm đêm trong họ Noctuidae.